# Asociación de egoístas
La asociación de egoístas (también "Unión de egoístas") es un concepto expuesto por el pensador alemán Max Stirner en su ensayo Der Einzige und sein Eigentum (El Único y su Propiedad) de finales de 1844, que hace referencia a una asociación voluntaria de personas que se opone a la concepción de los grupos y colectivos abstractos y no basados en el ego de los individuos, como son la sociedad, la nación, el Estado o la familia.
En el plano práctico, una primera aproximación a la idea se desarrolla brevemente a partir de 1903, cuando se crea en Alemania la sociedad "Gemeinschaft der Eigenen" (Comunidad de los Propios), inspirada inicialmente y de manera parcial en algunos principios ideológicos stirnerianos y en la que participan entre otros Adolf Brand y John Henry Mackay, vinculada al periódico "Der Eigene" (Lo Propio), publicado entre  1896 y 1932.
Posteriormente, otros pensadores anarcoindividualistas, como Georges Palante, Lev Tchernyi o Miguel Giménez Igualada, quien en la década de 1930 llega a proponer en España la creación de una Federación de asociaciones anarquistas individualistas, afín al concepto de Unión de egoístas stirneriana, trabajarían, con diferentes matices, sobre el mismo concepto.